# Янчук Денис Миколайович
Денис Миколайович Янчук (нар. 14 серпня 1988, Хмельницький, УРСР) — український футболіст, півзахисник канадського клубу «Воркута» (Торонто).

## Життєпис
Футбольну кар'єру розпочав у 2006 році в складі клубу «Іскра-Скирць», який виступав в амторському чемпіонаті України. У 2007 році разом з хмельницьким «Поділлям» вийшов у Другу лігу чемпіонату України, де зіграв 24 матчі. У 2008 році перебрався до Канади, де став гравцем «Юкрейн Юнайтед» з Футбольної ліги Онтаріо. Під час свого перебування в «Юкрейн» став переможцем Центрального регіону Футбольної ліги Онтаріо, Кубку Джорджа Фінні та Кубку Великих Озер. 
У 2016 році разом з Володимиром Ковалем та Андрієм Маличенковим доклав найбільше зусиль для приєднання «Юкрейн Юнайтед» до Канадської футбольної ліги. У дебютному сезоні клубу в КФЛ займав посаду президента клубу, але при цьому продовжував виходити на футбольне поле як футболіст. Наступного сезону перейшов до ФК «Воркута» (Торонто), проте виступав за другу команду клубу в Другому дивізіоні, де зіграв 4 матчі та відзначився 1 голом.